# Barragem de Santa Justa
A Barragem de Santa Justa, construída sobre o leito da ribeira de Santa Justa, localiza-se no Município de Alfândega da Fé, Distrito de Bragança, em Portugal. Esta barragem foi projectada em 1999 e entrou em funcionamento em 2005.

## Barragem
É uma barragem de aterro (terra zonada). Possui uma altura de 39,3 m acima da fundação (.. m acima do terreno natural) e um comprimento de coroamento de 284 m (largura 8 m). O volume da barragem é de 417.000 m³. Possui uma capacidade de descarga máxima de .. (descarga de fundo) + 160 (descarregador de cheias) m³/s.

## Albufeira
A albufeira da barragem apresenta uma superfície inundável ao NPA (Nível Pleno de Armazenamento) de 0,280 km² e tem uma capacidade total de 3,476 Mio. m³ (capacidade útil de .. Mio. m³). As cotas de água na albufeira são: NPA de 259 metros, NMC (Nível Máximo de Cheia) de 260,6 metros e NME (Nível Mínimo de Exploração) de 245 metros.